# Hidekazu Takayama
Hidekazu Takayama (Rolândia, 20 de abril de 1948) é um pastor e político brasileiro, filiado ao Partido Social Democrático (PSD) e ex-deputado federal pelo Paraná.

## Biografia
Filho dos imigrantes japoneses Antonio Izami Takayama e Maria Schizuka, Takayama é um notório membro da Assembleia de Deus. Converteu-se em setembro 1964, na Assembleia de Deus do Brás, e foi batizado no Espírito Santo logo depois. Anos depois, entrou no Instituto Bíblico das Assembleias de Deus em Pindamonhangaba. Após o curso, trabalhou em municípios do interior do Paraná, até ser ordenado pastor, em 14 de junho de 1974, pela Convenção de Ministros do Estado do Paraná. Casou-se em 8 de março de 1975 com Ingrid Takayama, e tiveram três filhas: Priscila, Patrícia e Poliana.
Pastor Takayama foi coordenador-geral da União da Mocidade da Assembleia de Deus em Curitiba (UMADC) e da União da Mocidade das Assembleias de Deus no Estado do Paraná (Umadepar). Foi um dos fundadores do Instituto Bíblico da Assembleia de Deus do Estado do Paraná (Ibadep). Pregador conhecido, criou a Campanha Evangelística Novas de Alegria, e viajou pelo Brasil e exterior dirigindo cruzadas evangelísticas com seu ministério Cristo Vive. Em 1991, inaugurou uma franquia da CPAD em Curitiba.
Takayama foi vereador de Curitiba, entre 1989-1993. Pelo PFL, assumiu uma cadeira na Assembleia Legislativa do Paraná em 1996, sendo eleito deputado estadual em 1998. Em 2002 foi eleito para a Câmara dos Deputados, pelo PTB. Foi reeleito em 2006 pelo PMDB, 2010 e 2014, ambos pelo Partido Social Cristão. Após quatro mandatos como deputado federal, não foi reeleito nas eleições gerais de 2018.
Em 2011, o Supremo Tribunal Federal aceitou uma denúncia contra ele, feita pelo Ministério Público Federal. O parlamentar foi acusado de desviar os salários de 12 pessoas que trabalharam para ele entre os anos de 1999 e 2003, quando ocupou o cargo de deputado estadual no Paraná.  Em 2018, a ação penal contra Takayama voltou para a Justiça do Paraná, após o STF restringir o foro privilegiado.
Foi membro da Mesa Diretora da Câmara, sendo 4º Suplente de Secretário, no biênio 2013-2014.
Em abril de 2015, foi internado em um hospital de Curitiba após sofrer um infarto. No mesmo ano, em setembro, o deputado federal declarou que os próprios homossexuais são responsáveis pelos dos crimes de homofobia, em “briguinhas íntimas”.
No dia 6 de outubro de 2015, na chapelaria do Congresso (entrada comum dos prédios da Câmara e do Senado), o deputado foi atendido e hospitalizado após levar um soco do motorista do senador Delcídio do Amaral, caiu no chão, bateu a cabeça e desmaiou com o golpe. Segundo investigação, a agressão foi motivada por uma briga de trânsito, na qual Hidekazu bateu no motorista primeiro, e depois foi atingido pelo golpe que o apagou. Ele foi socorrido e levado para o Serviço Médico da Câmara, onde foi constatado um edema no olho direito, um corte na boca e uma fratura no nariz.
Em 17 de abril de 2016, votou pela abertura do processo de impeachment de Dilma Rousseff. Na mesma época, Takayama foi escolhido como líder da bancada evangélica, a qual critica e é contra a união homossexual e a favor do Estatuto da Família, que reconhece apenas o casamento heterossexual.
Já durante o Governo Michel Temer, votou a favor da PEC do Teto dos Gastos Públicos. Em abril de 2017 foi favorável à Reforma Trabalhista. Em 16 de junho de 2017, em entrevista ao portal do HuffPost, Hidekazu afirmou que homens não foram feitos para executar atividades domésticas. Em agosto de 2017 votou pelo arquivamento da denúncia de corrupção passiva do presidente Michel Temer.
Em julho de 2018, já em pré-campanha ao Senado, o deputado Takayama se envolveu em uma discussão de trânsito no centro de Curitiba. O motorista do outro veículo o acusou de agressão verbal e física, versão negada pelo político. O incidente revelou que o deputado não poderia estar dirigindo, pois sua Carteira Nacional de Habilitação estava vencida desde novembro de 2017, e suspensa devido a várias multas de trânsito, que somavam 85 pontos. O deputado confirmou a suspensão, mas alegou possuir muitos veículos em seu nome, supostamente utilizados pelos funcionários de seu grupo de empresas.